# Красний Яр (Тегульдетський район)
Красний Яр (рос. Красный Яр) — селище у складі Тегульдетського району Томської області, Росія. Входить до складу Берегаєвського сільського поселення.

## Населення
Населення — 13 осіб (2010; 31 у 2002).
Національний склад (станом на 2002 рік):
- росіяни — 84 %